# Jordan Weal
Jordan Weal (* 15. April 1992 in North Vancouver, British Columbia) ist ein kanadischer Eishockeyspieler, der seit Juli 2022 beim HK Dynamo Moskau aus der Kontinentalen Hockey-Liga (KHL) unter Vertrag steht und dort auf der Position des Centers spielt.

## Karriere

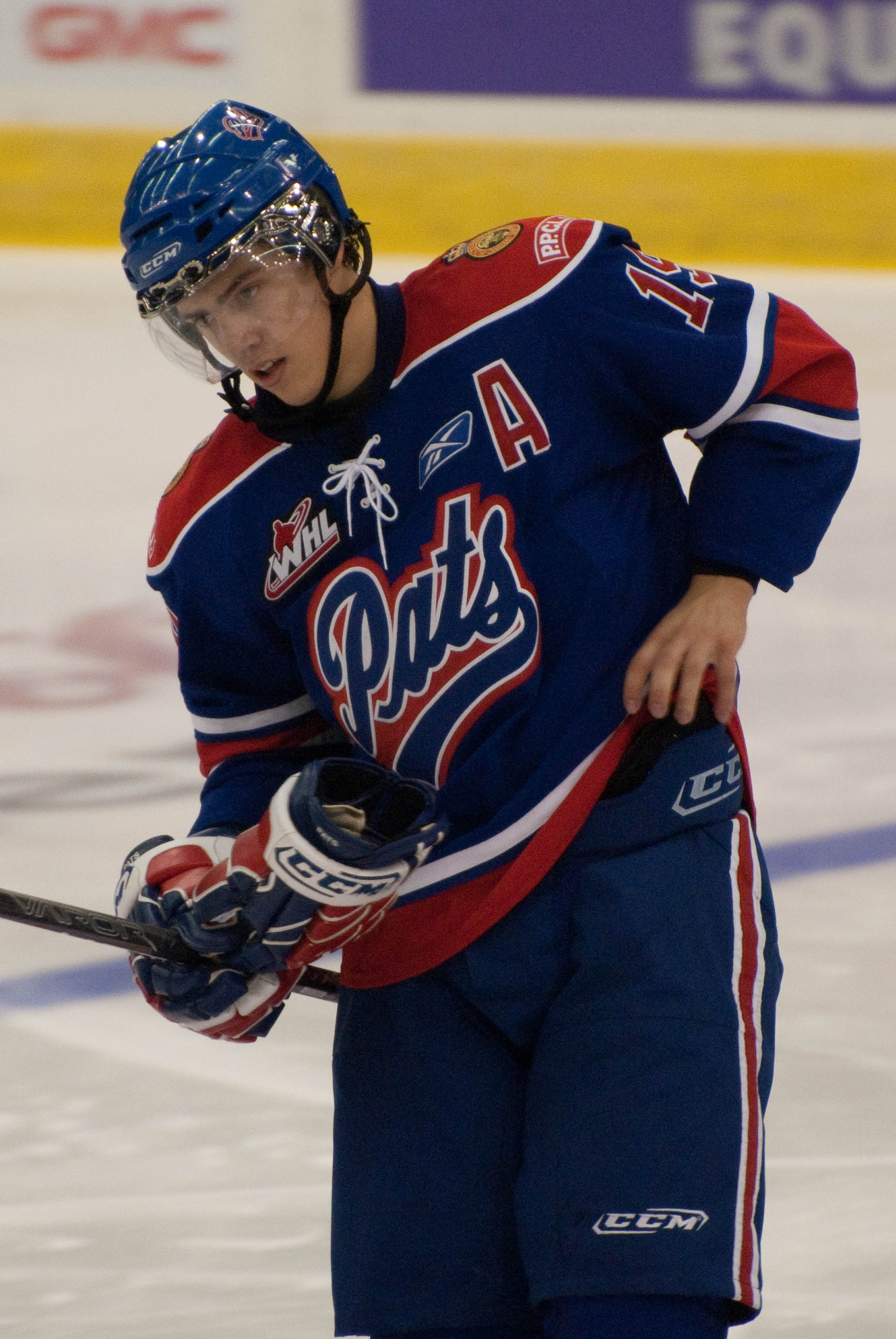
Jordan Weal im Trikot der Regina Pats (Oktober 2010)

Jordan Weal wurde im Mai 2007 beim Bantam Draft der Western Hockey League (WHL) in der vierten Runde an insgesamt 79. Position von den Regina Pats ausgewählt. Der Center absolvierte daraufhin noch eine Spielzeit für die Vancouver North West Giants in der unterklassigen Juniorenliga British Columbia Major Midget League und bestritt spät in der WHL-Saison 2007/08 drei Spiele in der regulären Saison für die Pats. Zusätzlich kam er in dieser Spielzeit auf vier Play-off-Einsätze für Regina, bevor die Pats in der ersten Play-off-Runde nach sechs Spielen der Best-of-Seven-Serie den Swift Current Broncos unterlagen.
In der darauffolgenden Saison kam Weal regelmäßig für die Regina Pats zum Einsatz. Der Rookie bestritt 65 Partien und erzielte dabei 16 Tore und insgesamt 70 Scorerpunkte. Für diese Leistung wurde er als WHL-Rookie des Jahres für die Jim Piggott Memorial Trophy nominiert, die jedoch Brett Connolly von den Prince George Cougars erhielt. In der Spielzeit 2009/10 konnte Weal seine Punktequote aus der Vorsaison steigern und war am Ende der Saison mit 102 Punkten drittbester Scorer der gesamten Western Hockey League sowie hinter Jordan Eberle zweitbester Punktesammler der Pats. Am 10. März 2010 erzielte der Kanadier seinen 100. Saison-Scorerpunkt; es war das erste Mal seit Pavel Brendl in der Spielzeit 1998/99, dass ein 17-jähriger WHL-Spieler die 100-Punkte-Marke erreichte. Trotz Eberles und Weals Leistungen verpassten die Pats wie im Vorjahr die Play-offs.
Vor dem anstehenden NHL Entry Draft, einer jährlichen Veranstaltung, bei der sich Mannschaften der National Hockey League die Rechte an hoffnungsvollen Nachwuchsspielern sichern können, wurde der Kanadier als 30. bester Nachwuchsspieler bewertet. Während des Drafts wurde Jordan Weal schließlich in der dritten Runde an insgesamt 70. Position von den Los Angeles Kings ausgewählt.
In der WHL-Saison 2010/11 hielt sich sein Punkteschnitt weiterhin auf hohem Niveau. Weal stellte mit 43 Toren in 72 absolvierten Spielen eine neue persönliche Bestleistung auf. Insgesamt erzielte er 96 Punkte und war damit bester Scorer der Regina Pats und fünftbester Punktesammler der Western Hockey League. Die Pats blieben sportlich weiterhin wenig erfolgreich und die Mannschaft verpasste zum dritten Mal in Folge die Play-offs. Im Anschluss an das letzte Spiel der Pats in dieser Spielzeit wurde Jordan Weal in den Kader von Los Angeles’ American-Hockey-League-Farmteam Manchester Monarchs berufen. Der Offensivakteur bestritt sieben Spiele für die Monarchs, dabei gelang ihm eine Torvorlage. In den anschließenden Calder-Cup-Play-offs kam der Rechtsschütze jedoch nicht mehr zum Einsatz.
Am 18. April 2011 unterschrieb Jordan Weal einen Einstiegsvertrag bei den Los Angeles Kings. Der Center wurde vor Beginn der NHL-Saison 2011/12 in das Trainingslager der Kings eingeladen, konnte sich allerdings nicht für den finalen NHL-Kader empfehlen und zurück in die WHL zu den Regina Pats geschickt. Weal wurde zum Western-Hockey-League-Spieler des Monats Januar 2012 ernannt, nachdem er in den zwölf Partien der Pats dieses Monats neun Tore und insgesamt 25 Punkte erzielte. Insgesamt erzielte Jordan Weal in der WHL-Saison 2011/12 in 70 Spielen 116 Scorerpunkte; damit gelangen ihm mehr als doppelt so viele Punkte als dem zweitbesten Punktesammler der Pats in dieser Spielzeit, Lane Scheidl (55). Die Regina Pats qualifizierten sich nach drei Jahren erstmals wieder für die Play-offs und schieden dort in der ersten Runde gegen die Moose Jaw Warriors aus. Weal steuerte in den fünf Play-off-Partien der Pats ebenso viele Scorerpunkte bei.
Im Anschluss an das Saisonende Reginas wurde der Offensivakteur erneut in den Kader der Manchester Monarchs berufen. Bei den Monarchs etablierte sich Weal schnell und wurde bereits in der Saison 2013/14 mit 70 Punkten zum Topscorer des Teams. In der Saison 2014/15 nahm er am AHL All-Star Classic teil und wurde ins Second All-Star Team der AHL berufen, ehe er in den Playoffs mit der Mannschaft den Calder Cup gewann. Dabei wurde er gemeinsam mit Michael Mersch zum Topscorer der Playoffs und darüber hinaus als MVP mit der Jack A. Butterfield Trophy ausgezeichnet wurde.
Mit Beginn der Saison 2015/16 stand Weal erstmals im NHL-Aufgebot der Kings und absolvierte dort zehn Einsätze, in denen er ohne Punkterfolg blieb. Im Januar 2016 wurde er gemeinsam mit einem Drittrunden-Wahlrecht im NHL Entry Draft 2016 im Austausch für Vincent Lecavalier und Luke Schenn an die Philadelphia Flyers abgegeben. In Philadelphia stand er in den folgenden drei Jahren regelmäßig für die Flyers auf dem Eis, bevor er im Januar 2019 zu den Arizona Coyotes transferiert wurde, die ihrerseits Jacob Graves und ein Sechstrunden-Wahlrecht für den NHL Entry Draft 2019 abgaben. Für die Coyotes absolvierte der Stürmer bis zum folgenden Monat aber lediglich 19 Partien, ehe er im Tausch für Michael Chaput zu den Canadiens de Montréal wechselte.
Nach etwas mehr als zwei Jahren in der Organisation der Canadiens wechselte Weal im Juli 2021 erstmals nach Europa, indem er sich Ak Bars Kasan aus der Kontinentalen Hockey-Liga (KHL) anschloss. Innerhalb der KHL schloss sich der Kanadier im Juli 2022 dem HK Dynamo Moskau an.

### International
Jordan Weal vertrat sein Heimatland mit der kanadischen Nationalmannschaft erstmals bei der World U-17 Hockey Challenge 2009. Bei diesem Turnier belegte er mit dem Team Canada Pacific nach einer Finalniederlage gegen das Team Canada Ontario den zweiten Platz. Beim Ivan Hlinka Memorial Tournament 2009 gewann er seiner Mannschaft nach einem 9:2-Sieg im Finalspiel gegen die russische Auswahl die Goldmedaille. Einen weiteren Einsatz für Hockey Canada hatte Weal bei der U18-Junioren-Weltmeisterschaft 2010. Die Kanadier konnten sich in diesem Turnier nicht für die Finalrunde qualifizieren und blieben folglich ohne Medaillengewinn. Jordan Weal erzielte in sechs absolvierten Partien neun Scorerpunkte und war damit erfolgreichster Punktesammler der kanadischen Mannschaft.
Im Seniorenbereich nahm der Stürmer an den Olympischen Winterspielen 2022 in der chinesischen Hauptstadt Peking teil, wo er mit der Mannschaft den sechsten Rang belegte. In fünf Turnierspielen erzielte Weal ebenso viele Punkte, darunter drei Tore.

## Erfolge und Auszeichnungen
| - 2009 WHL East Rookie des Jahres - 2010 Teilnahme am CHL Top Prospects Game - 2012 WHL-Spieler des Monats Januar - 2012 WHL East First All-Star-Team - 2015 Teilnahme am AHL All-Star Classic | - 2015 AHL Second All-Star Team - 2015 Calder-Cup-Gewinn mit den Manchester Monarchs - 2015 Playoff-Topscorer der AHL (gemeinsam mit Michael Mersch) - 2015 Jack A. Butterfield Trophy - 2017 Teilnahme am AHL All-Star Classic |

### International
- 2009 Silbermedaille bei der World U-17 Hockey Challenge
- 2009 Goldmedaille beim Ivan Hlinka Memorial Tournament

## Karrierestatistik
Stand: Ende der Saison 2024/25

### International
Vertrat Kanada bei:
- World U-17 Hockey Challenge 2009
- Ivan Hlinka Memorial Tournament 2009
- U18-Junioren-Weltmeisterschaft 2010
- Olympischen Winterspielen 2022

(Legende zur Spielerstatistik: Sp oder GP = absolvierte Spiele; T oder G = erzielte Tore; V oder A = erzielte Assists; Pkt oder Pts = erzielte Scorerpunkte; SM oder PIM = erhaltene Strafminuten; +/− = Plus/Minus-Bilanz; PP = erzielte Überzahltore; SH = erzielte Unterzahltore; GW = erzielte Siegtore; 1 Play-downs/Relegation; Kursiv: Statistik nicht vollständig)